# Tom Brown (attore)
Tom Brown (New York, 6 gennaio 1913 – Los Angeles, 3 giugno 1990) è stato un attore e modello statunitense.

## Biografia
Thomas Edward Brown nacque a New York City, figlio di William Harold (Harry) Brown e Marie Francis Brown. Come modello bambino dall'età di due anni  posò per illustrazioni di Buster Brown, Arrow Collar Boy e Buick boy.  Brown frequentò a New York la Professional Children's School. 
Come attore è probabilmente ricordato soprattutto per aver interpretato il ruolo del protagonista nella serie di film The Adventures of Smilin' Jack e per il ruolo di Gilbert Blythe nella versione filmica del 1934 di Anna dai capelli rossi. Successivamente è apparso negli spettacoli televisivi Gunsmoke, Mr. Adams and Eve, General Hospital e Il tempo della nostra vita.
Si arruolò nell'esercito degli Stati Uniti durante la seconda guerra mondiale, dove in tre anni passò da soldato semplice a tenente servendo in Francia come paracadutista dove ricevette una Croix de Guerre francese e una Bronze Star Medal. Fu promosso capitano con la 40th Infantry Division..
Brown morì a Woodland Hills, Los Angeles, all'età di 77 anni.
Per i suoi contributi all'industria cinematografica, Brown è stato inserito nella Hollywood Walk of Fame nel 1960, con una star del cinema situata al 1648 di Vine Street.

## Filmografia parziale

### Cinema
- The Hoosier Schoolmaster, regia di Oliver L. Sellers (1924)
- Il giudice (Judge Priest), regia di John Ford (1934)
- L'incendio di Chicago (In Old Chicago), regia di Henry King (1938)
- These Glamour Girls, regia di S. Sylvan Simon (1939)
- Fireman Save My Child, regia di Leslie Goodwins (1954)
- The Choppers, regia di Leigh Jason (1961)

### Televisione
- The Whistler – serie TV, episodi 1x04-1x16-1x39 (1954-1955)
- West Point – serie TV, episodio 1x24 (1957)
- Corky, il ragazzo del circo (Circus Boy) – serie TV, episodio 1x29 (1957)
- Flight – serie TV, episodi 1x02-1x27 (1958)
- Have Gun - Will Travel – serie TV, episodio 2x14 (1958)
- Peter Gunn – serie TV, episodi 1x23-3x23 (1959-1961)
- Sugarfoot – serie TV, episodio 2x16 (1959)
- Lock-Up – serie TV, episodio 1x15 (1960)
- Men Into Space – serie TV, episodio 1x15 (1960)
- Pete and Gladys – serie TV, episodio 1x30 (1961)
- Indirizzo permanente (77 Sunset Strip) – serie TV, episodio 4x05 (1961)
- Ripcord – serie TV, episodio 1x25 (1962)
- Mr. Roberts (Mister Roberts) – serie TV, episodi 1x27-1x28 (1966)
- Cimarron Strip – serie TV, episodi 1x14-1x23 (1967-1968)
- Ellery Queen – serie TV, episodio 1x22 (1976)